# 林诚人
林诚人（日语：／ Hayashi Makoto；1959年9月27日—）是日本一名剧作家、编剧，出生于岐阜县。从岐阜县立岐阜高级中学毕业后， 林诚人进入中央大学法学部学习但中途退学。
大学退学后，他师从下饭坂菊麻（下飯坂菊馬）学习剧本创作。1986年，他因参加电视剧《特搜最前线》的编剧工作而正式出道。从那时起，林诚人创作了大量刑事剧、推理剧等作品。2018年，林诚人的作品《培养天才的妻子》获得第73届文化厅艺术节奖电视剧类优秀奖 和日本民间广播联盟奖节目类优秀电视剧。
林诚人担任着BS-i新人剧本审查委员会主席一职， 并且也在日本剧作家协会的剧本讲座担任讲师。

## 主要剧本作品

### 舞台剧
- 手机刑事 钱形海 超豪华！戏剧演员杀人事件（2007年首演）[6]

- 手机刑事 钱形海系列最后的舞台！！最终公开！绝无遗憾！死亡航程？！～超豪华！安德鲁二世国王号杀人事件（2008年）[7]

- 安倍内阁（2010年）[8]

- 战国自卫队～女性自卫队归还世代（2011年）[9]

- 如果人民选择首相（2013年）[10]